# Okres Kysucké Nové Mesto
Der Okres Kysucké Nové Mesto ist eine Verwaltungseinheit im Norden der Slowakei mit 32.540 Einwohnern (Stand: 31. Dezember 2024) und einer Fläche von 174 km². Es handelt sich um den kleinsten ländlichen Okres der Slowakei. Er grenzt an die Okresy Čadca im Norden und Žilina im Süden und Westen.
Der in der traditionellen Region Kysuce liegende Okres wird im Wesentlichen nur von der Umgebung in einem Umkreis von 4 bis etwa 8 Kilometer um Kysucké Nové Mesto herum gebildet. Er liegt beidseits des vom Norden nach Süden fließenden Flusses Kysuca. Westlich des Flusses befinden sich die Berge der Javorníky, östlich erstreckt sich das Bergland Kysucká vrchovina.
Durch den Okres verläuft eine übergeordnete Straße, die Staatsstraße I/11 (E 75), auf ihrem Weg von Žilina nach Čadca und weiter nach Tschechisch-Schlesien, parallel zur zweigleisigen Bahnstrecke Žilina–Bohumín, entlang des Flusses Kysuca.
Historisch gesehen liegt der Bezirk vollständig im ehemaligen Komitat Trentschin (siehe auch Liste der historischen Komitate Ungarns). In der Verwaltungsgliederung der Tschechoslowakei in den Jahren 1960–1990 war er Teil des Okres Čadca, innerhalb des Stredoslovenský kraj (Mittelslowakischer Landschaftsverband).

## Bevölkerung
| Jahr                | 1994   | 2004    | 2014    | 2024    |
| ------------------- | ------ | ------- | ------- | ------- |
| Anzahl der Personen | 33.019 | 33.944  | 33.158  | 32.540  |
| Unterschied         |        | +2,80 % | −2,31 % | −1,86 % |

| Jahr                | 2023   | 2024    |
| ------------------- | ------ | ------- |
| Anzahl der Personen | 32.642 | 32.540  |
| Unterschied         |        | −0,31 % |

## Städte
- Kysucké Nové Mesto (Kischützneustadt)

## Gemeinden
| - Dolný Vadičov - Horný Vadičov - Kysucký Lieskovec - Lodno - Lopušné Pažite | - Nesluša - Ochodnica - Povina - Radoľa - Rudina | - Rudinka - Rudinská - Snežnica |

Das Bezirksamt ist in Kysucké Nové Mesto.

## Kultur
In dem Artikel Denkmalgeschützte Objekte im Okres Kysucké Nové Mesto findet man Informationen über die vom slowakischen Denkmalamt geschützten Objekte im Okres.